# Liste der Kulturdenkmale in Lawalde
In der Liste der Kulturdenkmale in Lawalde sind die Kulturdenkmale der sächsischen Gemeinde Lawalde verzeichnet, die bis September 2024 vom Landesamt für Denkmalpflege Sachsen erfasst wurden (ohne archäologische Kulturdenkmale). Die Anmerkungen sind zu beachten.
Diese Aufzählung ist eine Teilmenge der Liste der Kulturdenkmale im Landkreis Görlitz.

## Lawalde
| Bild                                    | Bezeichnung | Lage                                                    | Datierung                                                                                | Beschreibung | ID       |
| --------------------------------------- | --- | ------------------------------------------------------- | ---------------------------------------------------------------------------------------- | --- | -------- |
| Weitere Bilder                          | Kirche und Kirchhof Lawalde (Sachgesamtheit)                                                                                          | Dorfaue (Nr. 4 gegenüber) (Karte)                       | Vermutlich 1698 (Glockenturm); 1776/1777 (Kirche)                                        | Sachgesamtheit Kirche und Kirchhof Lawalde, mit folgenden Einzeldenkmalen: Kirche, Glockenturm der Kirche in der Mauer, Einfriedungsmauer des Kirchhofs und Lutherstein (siehe Einzeldenkmale gleiche Anschrift 08960315) sowie Kirchhof als Sachgesamtheitsteil; baugeschichtlich, ortsgeschichtlich und ortsbildprägend von Bedeutung, barocke Saalkirche (mit Verwendung von Bauteilen des 17. Jahrhunderts) mit Dachreiter, einzeln stehender und massiver Torglockenturm, singulärer Bau, architektonisch von Bedeutung, prägt das Bild der Umgebung entscheidend mit | 08960314 |
| Weitere Bilder                          | Kirche, separater Glockenturm der Kirche, Einfriedung und Lutherstein (Einzeldenkmale zu ID-Nr. 08960314)                             | Dorfaue (Nr. 4 gegenüber) (Karte)                       | Vermutlich 1698 (Glockenturm); 1776/1777 (Kirche); bezeichnet mit 1883 (Gedenkstein)     | Einzeldenkmale der Sachgesamtheit Kirche und Kirchhof Lawalde; baugeschichtlich, ortsgeschichtlich und ortsbildprägend von Bedeutung, barocke Saalkirche (mit Verwendung von Bauteilen des 17. Jahrhunderts) mit Dachreiter, einzeln stehender und massiver Torglockenturm, singulärer Bau, architektonisch von Bedeutung, prägt das Bild der Umgebung entscheidend mit | 08960315 |
| Direkt Bild zu diesem Denkmal hochladen | Wohnhaus (Umgebinde) mit angebautem Wirtschaftsteil                                                                                   | Dorfaue 1 (Rosenstraße 1) (Karte)                       | Laut Auskunft vor 1776                                                                   | Baugeschichtlich von Bedeutung, Obergeschoss Fachwerk verbrettert, ortsbildprägend | 08960307 |
| Weitere Bilder                          | Wohnhaus (Umgebinde) | Dorfaue 2 (Karte)                                       | 1. Hälfte 19. Jahrhundert                                                                | Baugeschichtlich von Bedeutung, Obergeschoss und Giebeldreieck Fachwerk verschalt, ortsbildprägend in Hanglage über Terrassenmauer | 08960311 |
|                                         | Wohnhaus (Umgebinde) | Dorfaue 3 (Karte)                                       | Um 1800                                                                                  | Baugeschichtlich von Bedeutung, Obergeschoss und Giebel Fachwerk verbrettert, überwiegend original erhalten und an ortsbildprägender Stelle nahe der Kirche | 08960312 |
| Direkt Bild zu diesem Denkmal hochladen | Alte Kirchschule | Dorfaue 4 (Karte)                                       | 2. Hälfte 18. Jahrhundert                                                                | Mächtiges, ortsbildprägendes Gebäude mit Wirtschaftsteil von ortshistorischer und architektonischer Bedeutung, Korbbogenportal | 08960313 |
| Direkt Bild zu diesem Denkmal hochladen | Spritzenhaus | Dorfstraße                                              | Um 1880                                                                                  | Massiv mit Krüppelwalmdach, ortsgeschichtlich bedeutsam | 09306237 |
| Weitere Bilder                          | Wohnhaus (Umgebinde) | Dorfstraße 1 (Karte)                                    | Um 1850                                                                                  | Baugeschichtlich von Bedeutung, Obergeschoss und Giebeldreieck Sichtfachwerk; ortskernprägend | 08960094 |
|                                         | Wohnhaus (Umgebinde) mit Wirtschaftsteil                                                                                              | Dorfstraße 2 (Karte)                                    | 1. Hälfte 19. Jahrhundert                                                                | Baugeschichtlich von Bedeutung, Obergeschoss Fachwerk zweifarbig verschiefert, ortskernprägend, ursprünglich erhalten | 08960306 |
|                                         | Wohnhaus | Dorfstraße 3 (Karte)                                    | Bezeichnet mit 1829                                                                      | Baugeschichtlich von Bedeutung, Obergeschoss und Giebeldreieck Fachwerk verschalt, Korbbogenportal mit altem Türblatt, ortsbildprägendes Gebäude in zentraler Lage | 08960318 |
| Direkt Bild zu diesem Denkmal hochladen | Kriegerdenkmal für die Gefallenen des Ersten Weltkrieges                                                                              | Dorfstraße 3 (gegenüber) (Karte)                        | Nach 1918                                                                                | Ortsgeschichtlich von Bedeutung, Stele aus bossiertem Haustein, eingelassene Granitplatte mit Inschrift | 08960319 |
| Direkt Bild zu diesem Denkmal hochladen | Wohnstallhaus (Umgebinde) eines Bauernhofes sowie Steindeckerbrücke aus Granit                                                        | Dorfstraße 19 (Karte)                                   | Um 1850                                                                                  | Baugeschichtlich von Bedeutung, Obergeschoss und Giebel Fachwerk verbrettert, Stallteil aus Haustein, Bau und Brücke sind landschaftstypisch | 08960320 |
| Direkt Bild zu diesem Denkmal hochladen | Ehemalige Obermühle mit Wohnhaus mit Anbau und die Scheune, im Hof Steindeckerbrücke über Bach                                        | Dorfstraße 27 (Karte)                                   | Bezeichnet mit 1793 (Wohnhaus); bezeichnet mit 1835 (Scheune)                            | Wohnhaus Obergeschoss Fachwerk, Anbau massiv, Fachwerk-Scheune, baugeschichtlich und ortsgeschichtlich von Bedeutung, Ensemble straßenbildprägend | 08960322 |
| Direkt Bild zu diesem Denkmal hochladen | Wohnstallhaus (Umgebinde) eines Bauernhofes                                                                                           | Dorfstraße 40 (Karte)                                   | Bezeichnet mit 1848                                                                      | Baugeschichtlich von Bedeutung, Giebel verschiefert, in exponierter Lage, Bestandteil der Umgebungsstruktur | 08960321 |
| Direkt Bild zu diesem Denkmal hochladen | Wohnhaus mit Wirtschaftsteil | Drachenschwanz 2 (Karte)                                | 2. Hälfte 19. Jahrhundert                                                                | Baugeschichtlich von Bedeutung, Obergeschoss und Giebel Fachwerk verschalt, Relikt ländlicher Holzbauweise | 08960335 |
| Direkt Bild zu diesem Denkmal hochladen | Wohnstallhaus (Umgebinde) | Drachenschwanz 6 (Karte)                                | 1. Hälfte 19. Jahrhundert                                                                | Baugeschichtlich von Bedeutung, Obergeschoss und Giebeldreieck Fachwerk verkleidet, Beispiel regionaltypischer Holzbauweise | 08960334 |
| Direkt Bild zu diesem Denkmal hochladen | Gartennahrungshof mit Wohnhaus und Scheune                                                                                            | Heidebergweg 1 (Karte)                                  | 18. Jahrhundert                                                                          | Baugeschichtlich von Bedeutung, Wohnhaus-Obergeschoss Sichtfachwerk, trotz Veränderungen im Erdgeschoss weitgehend im ursprünglichen ortsbildtypischen Aussehen erhalten | 08960340 |
| Direkt Bild zu diesem Denkmal hochladen | Häusleranwesen mit Wohnhaus und in der Länge angebauter Scheune                                                                       | Heidebergweg 2 (Karte)                                  | Um 1850                                                                                  | Sozialgeschichtlich von Bedeutung, weitgehend im ursprünglichen Aussehen erhalten, eingeschossig | 08960342 |
| Direkt Bild zu diesem Denkmal hochladen | Wohnhaus | Löbauer Straße 10 (Karte)                               | Um 1850                                                                                  | Eingeschossig mit Drempel, baugeschichtlich bedeutsam | 09306238 |
| Direkt Bild zu diesem Denkmal hochladen | Wohnhaus (ohne Anbauten) eines kleinen Hofes                                                                                          | Löbauer Straße 14 (Karte)                               | 1. Hälfte 19. Jahrhundert                                                                | Baugeschichtlich von Bedeutung, Obergeschoss und Giebeldreieck Fachwerk zweifarbig verschiefert, regionaltypische Holzbauweise | 08960325 |
| Direkt Bild zu diesem Denkmal hochladen | Wohnhaus | Löbauer Straße 49 (Karte)                               | Um 1850                                                                                  | Baugeschichtlich von Bedeutung, Obergeschoss Fachwerk zweifarbig verschiefert, einziges in der Umgebung weitgehend in seinem ursprünglichen Aussehen erhaltenes Beispiel regionaltypischer Holzkonstruktion | 08960344 |
| Direkt Bild zu diesem Denkmal hochladen | Wohnhaus und im Winkel angebaute Scheune                                                                                              | Mühlweg 2 (Karte)                                       | 18. Jahrhundert, womöglich noch älter                                                    | Wohnhaus Obergeschoss Fachwerk, teilweise verputzt, Scheune verbrettert, baugeschichtlich bedeutsam | 08960328 |
| Weitere Bilder                          | Wohnmühlenhaus (Umgebinde), Stallgebäude, im Mühlenbau die fast vollständig erhaltene Technik, Mühlteich und Mühlgraben (Niedermühle) | Mühlweg 6 (Karte)                                       | Ende 19. Jahrhundert (Mühle); 1872 (Müllerwohnhaus)                                      | Baugeschichtlich, ortsgeschichtlich und technikgeschichtlich von Bedeutung, Wohnmühlenhaus mit Umgebinde, Obergeschoss Fachwerk, zum Teil verbrettert, Mühlgebäude massiv mit historischer Mühlentechnik, Mühlgraben ca. 900 m lang, einzig erhaltene Mühle von ursprünglich dreien im Ort | 08960326 |
|                                         | Drei Pfeiler der ehemaligen Schlosseinfriedung                                                                                        | Mühlweg 6 (bei), nahe Thomas-Müntzer-Siedlung 1 (Karte) | 19. Jahrhundert                                                                          | Ortsgeschichtlich von Bedeutung, Granitpfeiler mit Bekrönung, ein Pfeiler mit kurzer Hausteinmauer, Schloss 1945 zerstört | 08960327 |
| Direkt Bild zu diesem Denkmal hochladen | Wohnstallhaus (Umgebinde) einer Gartennahrung                                                                                         | Oppacher Straße 25 (Karte)                              | Um 1850                                                                                  | Baugeschichtlich von Bedeutung, Obergeschoss und Giebel Fachwerk ornamental verschiefert, straßenbildprägendes Umgebindehaus | 08960324 |
| Direkt Bild zu diesem Denkmal hochladen | Wohnhaus (Umgebinde) und Stützmauer des Vorgartens                                                                                    | Oppacher Straße 27 (Karte)                              | 2. Hälfte 19. Jahrhundert                                                                | Baugeschichtlich von Bedeutung, Obergeschoss Sichtfachwerk, landschaftstypisches Umgebindehaus | 08960323 |
| Direkt Bild zu diesem Denkmal hochladen | Vierseithof mit Wohnstallhaus (Umgebinde) und zwei Scheunen (Heimatmuseum Weberstube)                                                 | Oppacher Straße 33 (Karte)                              | Bezeichnet mit 1857                                                                      | Sozial- und baugeschichtlich von Bedeutung, Wohnhaus-Obergeschoss Fachwerk verschiefert, massive Scheune und Scheune in Holzkonstruktion, weitgehend erhaltenes Bauernhof-Ensemble | 08960333 |
| Direkt Bild zu diesem Denkmal hochladen | Wohnhaus (Umgebinde) mit angebautem Wirtschaftsteil                                                                                   | Rosenstraße 1 (Dorfaue 1) (Karte)                       | Laut Auskunft vor 1776                                                                   | Baugeschichtlich von Bedeutung, Obergeschoss Fachwerk verbrettert, ortsbildprägend | 08960307 |
| Direkt Bild zu diesem Denkmal hochladen | Zweiseithof mit Wohnstallhaus (Umgebinde) und Scheune                                                                                 | Rosenstraße 2 (Karte)                                   | Stütze im Stall bezeichnet mit 1777 (Wohnstallhaus); 1. Hälfte 19. Jahrhundert (Scheune) | Baugeschichtlich von Bedeutung, Wohnstallhaus Obergeschoss teils verbrettert, Scheune teils Fachwerk mit Andreaskreuzen, gut erhaltener Ensemblecharakter | 08960308 |
|                                         | Gedenkstein mit Inschrift (Sünderstein)                                                                                               | Rosenstraße 3 (bei) (Karte)                             | Bezeichnet mit 1735                                                                      | Geschichtlich von Bedeutung, sesselartig ausgehauener Granodioritblock, Monolith ca. 0,50 m hoch, Inschrift »Sünderstein 1735« | 08960309 |
| Direkt Bild zu diesem Denkmal hochladen | Dreiseithof mit Wohnhaus (Umgebinde), Stallscheune und Scheune                                                                        | Rosenstraße 5 (Karte)                                   | Um 1800 (Wohnhaus); bezeichnet mit 1882 (Scheune)                                        | Baugeschichtlich von Bedeutung, Wohnhaus-Obergeschoss und Giebel Fachwerk, verbrettert, Stallscheune in Holzkonstruktion, massive Scheune, in seiner Struktur erhaltenes Bauernhof-Ensemble, ortsbildprägende Lage nahe der Kirche | 08960310 |
| Direkt Bild zu diesem Denkmal hochladen | Bauernhof mit Wohnstallhaus und Scheune                                                                                               | Rosenstraße 13 (Karte)                                  | 1. Hälfte 19. Jahrhundert                                                                | Beides mit Krüppelwalmdach, baugeschichtlich bedeutsam | 09306239 |
| Direkt Bild zu diesem Denkmal hochladen | Wohnstallhaus und Scheune eines Bauernhofes                                                                                           | Rosenstraße 15 (Karte)                                  | 18. Jahrhundert                                                                          | Straßenbildprägendes Bauernhaus, Obergeschoss Fachwerk verschiefert, Scheune teils fachwerk, teils Holzkonstruktion, weitgehend erhaltenes Bauernhof-Ensemble | 08960331 |
| Direkt Bild zu diesem Denkmal hochladen | Wohnhaus (Umgebinde-Rest) mit Wirtschaftsteil                                                                                         | Rosenstraße 17 (Karte)                                  | 18. Jahrhundert                                                                          | Baugeschichtlich von Bedeutung, Obergeschoss Fachwerk verbrettert, an straßenbildprägender Stelle | 08960330 |
| Direkt Bild zu diesem Denkmal hochladen | Zweiseithof mit Wohnstallhaus (Umgebinde) und Scheune                                                                                 | Rosenstraße 25 (Karte)                                  | Um 1800                                                                                  | Baugeschichtlich von Bedeutung, Wohnstallhaus-Obergeschoss und Giebel Fachwerk verbrettert, Holzscheune, straßenbildprägende Bauten | 08960329 |
| Direkt Bild zu diesem Denkmal hochladen | Wohnhaus | Rudolf-Breitscheid-Siedlung 6 (Karte)                   | Mitte 19. Jahrhundert                                                                    | Baugeschichtlich von Bedeutung, zweigeschossig mit Krüppelwalmdach, baugeschichtlich von Bedeutung | 08960337 |
| Direkt Bild zu diesem Denkmal hochladen | Schule | Rudolf-Breitscheid-Siedlung 6 (neben) (Karte)           | Um 1850; im Keller Reste vom Vorgängerbau                                                | Eingeschossiger verputzter Hausteinbau, mit klassizistischer wirkender Gliederung, ortsgeschichtlich von Bedeutung | 08960336 |
| Direkt Bild zu diesem Denkmal hochladen | Wohnstallhaus (Umgebinde und Oberlaube) eines Bauernhofes                                                                             | Schönbacher Straße 8 (Karte)                            | Stall bezeichnet mit 1856, Haus womöglich älter                                          | Baugeschichtlich und hausgeschichtlich von Bedeutung, Obergeschoss Fachwerk und seltene Oberlaube, architektonisch wertvoll; als Schönbacher Straße 10 in der offiziellen Denkmalliste | 08960316 |
| Direkt Bild zu diesem Denkmal hochladen | Friedhof Lawalde (Sachgesamtheit) | Schönbacher Straße 15 (neben) (Karte)                   | 1852 (Friedhof); 1960er Jahre (Friedhofstor)                                             | Sachgesamtheit Friedhof Lawalde, mit Friedhofstor als Sachgesamtheitsteil; ortsgeschichtlich von Bedeutung, Friedhofstor der 1960er Jahre mit christlicher Symbolik | 08960338 |

## Kleindehsa
| Bild                                    | Bezeichnung | Lage                                                             | Datierung | Beschreibung | ID       |
| --------------------------------------- | --- | ---------------------------------------------------------------- | --- | --- | -------- |
| Direkt Bild zu diesem Denkmal hochladen | Wegestein | (Ortsausgang von Streitfeld, an der Streitfelder Straße) (Karte) | 19. Jahrhundert | Verkehrsgeschichtlich von Bedeutung | 08960386 |
| Direkt Bild zu diesem Denkmal hochladen | Wegestein | Bergstraße (Ecke Hauptstraße) (Karte)                            | 19. Jahrhundert | Verkehrsgeschichtlich von Bedeutung | 08960395 |
| Direkt Bild zu diesem Denkmal hochladen | Umgebinde-Teil eines Wohnhauses | Bergstraße 15 (Karte)                                            | Nach 1842 | Baugeschichtlich von Bedeutung, Obergeschoss und Giebel Fachwerk verbrettert, trotz Anbauten wegen exponierter Lage ortsbildprägend | 08960394 |
| Direkt Bild zu diesem Denkmal hochladen | Gartennahrung mit Wohnstallhaus und Seitengebäude | Bergstraße 19 (Karte)                                            | Bezeichnet mit 1878 | Baugeschichtlich von Bedeutung, Wohnstallhaus Obergeschoss Fachwerk verbrettert, Seitengebäude Fachwerk mit Andreaskreuzen, Hanglage | 08960398 |
| Direkt Bild zu diesem Denkmal hochladen | Wegestein | Dorfstraße (Ecke Hauptstraße) (Karte)                            | 19. Jahrhundert | Verkehrsgeschichtlich von Bedeutung | 08960406 |
| Direkt Bild zu diesem Denkmal hochladen | Drei Steine zum Gedenken an die Napoleonischen Kriege in Sachsen | Dorfstraße (Ecke Hauptstraße) (Karte)                            | Bezeichnet mit 1913 | Gruppiert um eine Linde, geschichtlich von Bedeutung | 08960405 |
| Weitere Bilder                          | Rittergut Kleindehsa (Sachgesamtheit) | Dorfstraße 1, 3, 4, 5, 6, 7 (Karte)                              | 1747 | Sachgesamtheit Rittergut Kleindehsa, mit Herrenhaus (heute Schule, Nr. 6), Nebengebäuden (Nr. 1/3 und Nr. 4), Resten der Mauer und Toreinfahrt, Grabplatte und Trog als Einzeldenkmale (siehe Einzeldenkmale gleiche Anschrift – Obj. 08960403), weiterhin dem Gutspark (Gartendenkmal) und Wirtschaftsgebäuden (Nr. 5 und Nr. 7) als Sachgesamtheitsteile; baugeschichtlich und ortsgeschichtlich von Bedeutung, barockes Herrenhaus mit Walmdach, neobarock überformt | 09303213 |
| Weitere Bilder                          | Herrenhaus (heute Schule, Nr. 6), Nebengebäude (Nr. 1/3 und Nr. 4), Reste der Einfriedung und Toreinfahrt, Grabplatte und Trog als Einzeldenkmale (Einzeldenkmale zu ID-Nr. 09303213) | Dorfstraße 1, 3, 4, 5, 6, 7 (Karte)                              | Bezeichnet mit 1606 (Grabmal); 1747, später überformt (Schloss); Steintafel bezeichnet mit 177..., 1901 und 1906 (Wirtschaftsgebäude) | Einzeldenkmale der Sachgesamtheit Rittergut Kleindehsa; baugeschichtlich und ortsgeschichtlich von Bedeutung, barockes Herrenhaus mit Walmdach, neobarock überformt | 08960403 |
| Direkt Bild zu diesem Denkmal hochladen | Dreiseithof mit Wohnhaus, Seitengebäude und Scheune | Dorfstraße 13 (Karte)                                            | 1. Hälfte 19. Jahrhundert | Baugeschichtlich von Bedeutung, Wohnhaus Obergeschoss Fachwerk, Scheune Holzkonstruktion verbrettert, ortsbildprägender Bauernhof | 08960404 |
| Direkt Bild zu diesem Denkmal hochladen | Schule und Wohnhaus | Dorfstraße 22 (Karte)                                            | Um 1800 | Von ortshistorischer Bedeutung, Obergeschoss Fachwerk verkleidet | 08960411 |
| Direkt Bild zu diesem Denkmal hochladen | Wohnhaus (Umgebinde) eines Bauernhofes | Dorfstraße 27 (Karte)                                            | Laut Auskunft 1875 | Baugeschichtlich von Bedeutung, Obergeschoss Fachwerk, trotz Veränderungen im massiven Bereich Relikt später Holzbauweise | 08960412 |
|                                         | Haltepunkt Kleindehsa der Eisenbahnstrecke Großpostwitz–Löbau | Hauptstraße (bei Nr. 4a) (Karte)                                 | 1928 | Hölzernes Bahnhofsgebäude, verkehrsgeschichtlich von Bedeutung | 08960409 |
| Direkt Bild zu diesem Denkmal hochladen | Wohnhaus mit Schmiede mit angebauter Scheune und Nebengebäude im Winkel | Hauptstraße 1 (Karte)                                            | 1. Hälfte 19. Jahrhundert | Schmiede-Ausstattung u. a. mit Amboss und Wasserbecken erhalten, Wohnhaus mit Fachwerk am Giebel und der Hofseite im Obergeschoss, ortsgeschichtlich bedeutsame, straßenbildprägende Lage, Hauptbau mit Krüppelwalmdach | 08960408 |
| Direkt Bild zu diesem Denkmal hochladen | Forsthaus, zweigeschossig | Hauptstraße 2 (Karte)                                            | Um 1900 | Historisierend mit Ziegelsteingliederung und Holzverzierung im Giebel, Einfluss des Schweizerstils, baugeschichtlich und ortsgeschichtlich von Bedeutung | 08960407 |
| Direkt Bild zu diesem Denkmal hochladen | Wohnhaus (Umgebinde) | Hauptstraße 8 (Karte)                                            | 1. Hälfte 19. Jahrhundert | Eingeschossig, straßenbildprägend, baugeschichtlich und sozialgeschichtlich von Bedeutung | 08960396 |
| Direkt Bild zu diesem Denkmal hochladen | Zweiseithof mit Wohnstallhaus (Umgebinde) und Scheune | Hauptstraße 9 (Karte)                                            | Bezeichnet mit 1879 | Wohnstallhaus-Obergeschoss und Giebel Fachwerk, zweifarbig verschiefert, Scheune aus Haustein, straßenbildprägende Hofanlage, baugeschichtlich von Bedeutung | 08960410 |
| Direkt Bild zu diesem Denkmal hochladen | Bauernhof mit Wohnstallhaus und Seitengebäude | Hauptstraße 13 (Karte)                                           | Bezeichnet mit 1872, Kern älter | Baugeschichtlich von Bedeutung, Wohnstallhaus-Obergeschoss Fachwerk, ornamental verschiefert, kleiner straßenbildprägender Bauernhof | 08960415 |
| Direkt Bild zu diesem Denkmal hochladen | Bauernhof mit allen Bauten, dabei das Wohnstallhaus, zwei Scheunen, eine mit angebautem Seitengebäude, dazu die alte Hofpflasterung                                                   | Hauptstraße 16 (Karte)                                           | Um 1800, womöglich älter (Wohnstallhaus); 2. Hälfte 19. Jahrhundert (Seitengebäude)                                                   | Wohnstallhaus Obergeschoss Sichtfachwerk, eine Scheune vollständig Fachwerk, Seitengebäude am Giebel und hofseitig Fachwerk, sonst Haustein, in Substanz und Bild authentisch erhaltene Hofanlage | 08960397 |
| Direkt Bild zu diesem Denkmal hochladen | Kriegerdenkmal für die Gefallenen des Ersten Weltkrieges | Hauptstraße 17 (bei) (Karte)                                     | Nach 1918 | Steingerahmte Anlage mit blockhaftem Denkmal in der Mitte, ortsgeschichtlich von Bedeutung | 08960414 |
| Direkt Bild zu diesem Denkmal hochladen | Bauernhof mit Wohnstallhaus (Umgebinde) und im Winkel angebauter Scheune, dazu die Steindeckerbrücke südlich im Grundstück                                                            | Hauptstraße 21 (Karte)                                           | Um 1850 | Stallteil Obergeschoss Fachwerk, Scheune Holzkonstruktion mit Verbretterung, baugeschichtlich von Bedeutung, straßenbildprägende Hofanlage | 08960413 |
| Direkt Bild zu diesem Denkmal hochladen | Wohnhaus | Kötschauer Straße 3 (Karte)                                      | Um 1800 | Sozialgeschichtlich von Bedeutung, massives eingeschossiges Wohnhaus, straßenbildprägend | 08960402 |
| Direkt Bild zu diesem Denkmal hochladen | Wohnhaus | Kötschauer Straße 14 (Karte)                                     | Laut Auskunft 1900 | Baugeschichtlich von Bedeutung, historisierend mit Ziegelsteingliederung, zentraler Dacherker | 08960399 |
| Direkt Bild zu diesem Denkmal hochladen | Wohnhaus (Umgebinde) | Streitfelder Straße 2 (Karte)                                    | 1. Hälfte 19. Jahrhundert, Kern womöglich älter                                                                                       | Baugeschichtlich von Bedeutung, Obergeschoss und Giebel Fachwerk verschiefert, von dokumentarischer Bedeutung | 08960387 |
| Direkt Bild zu diesem Denkmal hochladen | Wohnstallhaus und Scheune eines Bauernhofes | Streitfelder Straße 3 (Karte)                                    | Um 1850 | Baugeschichtlich von Bedeutung, Wohnstallhaus-Obergeschoss Sichtfachwerk, straßenbildprägendes Gebäude | 08960388 |
| Direkt Bild zu diesem Denkmal hochladen | Wohnhaus | Streitfelder Straße 6 (Karte)                                    | Um 1850 | Mächtig wie ein Gasthof, über der Haustür Platte mit Anker und Herz, baugeschichtliche Bedeutung | 09306240 |
| Direkt Bild zu diesem Denkmal hochladen | Wohnhaus (Umgebinde) mit Wirtschaftsteil | Streitfelder Straße 7 (Karte)                                    | 18. Jahrhundert | Baugeschichtlich bemerkenswert, Langständerbau mit Drempel, architektonisch von regionaler Bedeutung | 08960390 |
| Direkt Bild zu diesem Denkmal hochladen | Wohnhaus mit integriertem Wirtschaftsteil | Streitfelder Straße 11 (Karte)                                   | 18. Jahrhundert | Baugeschichtlich von Bedeutung, Obergeschoss Sichtfachwerk, Langständerbau, Bestandteil der malerisch wirkenden Umgebungsstruktur, weitgehend im ursprünglichen Aussehen erhalten | 08960389 |
| Direkt Bild zu diesem Denkmal hochladen | Wohnhaus mit integriertem Wirtschaftsteil | Streitfelder Straße 13 (Karte)                                   | 18. Jahrhundert | Baugeschichtlich von Bedeutung, Obergeschoss Sichtfachwerk; prägt das Ortsbild entscheidend mit | 08960391 |
| Direkt Bild zu diesem Denkmal hochladen | Wohnhaus eines Bauernhofes | Streitfelder Straße 15 (Karte)                                   | 1. Hälfte 19. Jahrhundert | Baugeschichtlich von Bedeutung, Obergeschoss und Giebel Fachwerk verbrettert, Bestandteil der malerisch wirkenden Umgebungsstruktur | 08960392 |

## Lauba
| Bild                                    | Bezeichnung | Lage                                                      | Datierung                                                                                             | Beschreibung | ID       |
| --------------------------------------- | --- | --------------------------------------------------------- | --- | --- | -------- |
| Direkt Bild zu diesem Denkmal hochladen | Kriegerdenkmal für die Gefallenen im Ersten Weltkrieg                                                                     | (auf dem Jockelsberg, oberhalb Löbauer Straße 29) (Karte) | Nach 1918                                                                                             | Findling mit Tafel, ortsgeschichtlich von Bedeutung | 08960361 |
| Direkt Bild zu diesem Denkmal hochladen | Wohnhaus mit Wirtschaftsteil                                                                                              | Am Kötzschauer Berg 5 (Karte)                             | Bezeichnet mit 1882                                                                                   | Baugeschichtlich von Bedeutung, Wohnhaus Obergeschoss Fachwerk verbrettert, Beispiel regionaltypischer Holzbauweise an ortsbildprägender Stelle, Brunnen mit hölzerner Handschwengelpumpe auf dem Grundstück | 08960384 |
| Direkt Bild zu diesem Denkmal hochladen | Wohnstallhaus | Am Kötzschauer Berg 6 (Karte)                             | Um 1850                                                                                               | Obergeschoss Fachwerk teils verbrettert, Beispiel für die regionaltypische Holzbauweise, baugeschichtlich von Bedeutung, | 08960383 |
| Direkt Bild zu diesem Denkmal hochladen | Wohnhaus | Bornwiese 8 (Karte)                                       | Um 1800                                                                                               | Sozialgeschichtlich von Bedeutung, massives, eingeschossiges Gebäude, im ursprünglichen Aussehen erhalten, Beispiel einer früheren Bauphase des Ortes | 08960377 |
| Direkt Bild zu diesem Denkmal hochladen | Wohnstallhaus (Umgebinde) und angebautes Seitengebäude eines Hakenhofes                                                   | Dorfstraße 2 (Karte)                                      | Bezeichnet mit 1860                                                                                   | Seitengebäude: zum Teil ebenfalls Fachwerk, baugeschichtlich von Bedeutung, ortsbildprägend | 08960347 |
| Direkt Bild zu diesem Denkmal hochladen | Born | Dorfstraße 3                                              | 18./19. Jahrhundert                                                                                   | Gemauertes Eingangsgewände, schräge Bedachung und Becken | 09306241 |
| Direkt Bild zu diesem Denkmal hochladen | Wohnhaus (Umgebinde) | Dorfstraße 5 (Karte)                                      | Um 1850                                                                                               | Baugeschichtlich von Bedeutung, Obergeschoss Fachwerk ornamental verschiefert, einfaches Beispiel ländlicher Holzbauweise | 08960360 |
| Direkt Bild zu diesem Denkmal hochladen | Wohnhaus (Umgebinde) eines Bauernhofes                                                                                    | Dorfstraße 7 (Karte)                                      | Bezeichnet mit 1882                                                                                   | Baugeschichtlich von Bedeutung, Obergeschoss Sichtfachwerk, spätes Zeugnis regionaltypischer Holzbauweise | 08960346 |
| Direkt Bild zu diesem Denkmal hochladen | Schule und zwei Steindeckerbrücken davor                                                                                  | Dorfstraße 9 (Karte)                                      | Bezeichnet mit 1826                                                                                   | Baugeschichtlich und ortsgeschichtlich von Bedeutung, originales Türgewände, Obergeschoss Fachwerk verschiefert, auenbildprägend | 08960359 |
| Direkt Bild zu diesem Denkmal hochladen | Wohnhaus (Umgebinde) mit Wirtschaftsteil                                                                                  | Dorfstraße 18 (Karte)                                     | Um 1850, womöglich älter                                                                              | Baugeschichtlich von Bedeutung, Obergeschoss Fachwerk verschalt, Beispiel regionaltypischer Holzbauweise | 08960368 |
| Direkt Bild zu diesem Denkmal hochladen | Wohnstallhaus mit Wirtschaftsteil                                                                                         | Grundhäuser 1 (Karte)                                     | 2. Hälfte 19. Jahrhundert                                                                             | Baugeschichtlich von Bedeutung, Obergeschoss Fachwerk, integrativer Bestandteil der Siedlung | 08960378 |
| Direkt Bild zu diesem Denkmal hochladen | Wohnhaus (Umgebinde) und Brunnen mit hölzerner Handschwengelpumpe auf der gegenüberliegenden Straßenseite                 | Grundhäuser 2 (Karte)                                     | Um 1800                                                                                               | Baugeschichtlich von Bedeutung, Obergeschoss Sichtfachwerk | 08960379 |
| Direkt Bild zu diesem Denkmal hochladen | Bauernhof mit Wohnhaus und Scheune                                                                                        | Grundhäuser 5 (Karte)                                     | Um 1850                                                                                               | Wohnhaus Fachwerk-Obergeschoss verschiefert, Scheune teils Fachwerk, teils Holzkonstruktion verbrettert, integrativer Bestandteil der Siedlung, baugeschichtlich von Bedeutung, | 08960380 |
| Direkt Bild zu diesem Denkmal hochladen | Wohnstallhaus (Umgebinde)                                                                                                 | Grundhäuser 6 (Karte)                                     | 19. Jahrhundert                                                                                       | Umgebinde auf zwei Achsen reduziert oder zugesetzt, Fachwerk im Obergeschoss, baugeschichtlich von Bedeutung | 09306242 |
| Direkt Bild zu diesem Denkmal hochladen | Wohnhaus (Umgebinde) mit Anbau sowie Scheune eines Bauernhofes                                                            | Grüne Aue 1 (Karte)                                       | Bezeichnet mit 1878                                                                                   | Baugeschichtlich von Bedeutung, Wohnhaus Obergeschoss Fachwerk verschiefert, Bestandteil der Auenbebauung | 08960358 |
| Direkt Bild zu diesem Denkmal hochladen | Wohnhaus (Umgebinde) | Grüne Aue 3 (Karte)                                       | 1. Hälfte 19. Jahrhundert                                                                             | Obergeschoss Fachwerk verschiefert, einfaches Beispiel regionaltypischer Bauweise, baugeschichtlich von Bedeutung | 08960354 |
| Direkt Bild zu diesem Denkmal hochladen | Wohnhaus (Umgebinde) mit Wirtschaftsteil                                                                                  | Grüne Aue 5 (Karte)                                       | 1. Hälfte 19. Jahrhundert                                                                             | Eingeschossig, einfaches Beispiel regionaltypischer Bauweise, baugeschichtlich von Bedeutung | 08960355 |
| Direkt Bild zu diesem Denkmal hochladen | Born | Grüne Aue 6                                               | 18. Jahrhundert                                                                                       | In Granit gemauerte Wasserstelle | 09306243 |
| Direkt Bild zu diesem Denkmal hochladen | Zweiseithof mit Wohnstallhaus (Umgebinde) und Scheune                                                                     | Grüne Aue 9 (Karte)                                       | Um 1850                                                                                               | Baugeschichtlich von Bedeutung, Obergeschoss Fachwerk verschiefert, Fachwerkscheune, in Aussehen und Struktur ursprünglich erhalten. | 08960356 |
| Direkt Bild zu diesem Denkmal hochladen | Bauernhof mit Wohnhaus (Umgebinde) und Scheune                                                                            | Grüne Aue 12 (Karte)                                      | Bezeichnet mit 1819                                                                                   | Baugeschichtlich von Bedeutung, Wohnhaus-Obergeschoss Fachwerk verschiefert, trotz vergrößerter Fenster im Obergeschoss gut erhalten in Struktur und Aussehen, schönes Korbbogenportal | 08960370 |
| Direkt Bild zu diesem Denkmal hochladen | Dreiseithof mit Wohnhaus (Umgebinde), Scheune und Verbinder                                                               | Grüne Aue 14 (Karte)                                      | Bezeichnet mit 1882 (Wohnhaus); 19. Jahrhundert (Seitengebäude)                                       | Baugeschichtlich von Bedeutung, Wohnhaus-Obergeschoss und Giebel Fachwerk verschiefert, hervorragend in Struktur und Aussehen erhalten | 08960369 |
| Direkt Bild zu diesem Denkmal hochladen | Wohnhaus (Umgebinde) eines Bauernhofes                                                                                    | Grüne Aue 16 (Karte)                                      | Bezeichnet mit 1841                                                                                   | Baugeschichtlich von Bedeutung, Obergeschoss Fachwerk verbrettert, Beispiel der regionaltypischen Holzbauweise | 08960366 |
| Direkt Bild zu diesem Denkmal hochladen | Wohnhaus (Umgebinde) | Halbauer Straße 4 (Karte)                                 | 1. Hälfte 19. Jahrhundert                                                                             | Baugeschichtlich von Bedeutung, mit Fachwerk-Obergeschoss, Umgebinde rekonstruiert | 08960512 |
| Weitere Bilder                          | Wohnhaus (Umgebinde) | Kleindehsaer Straße 10 (Karte)                            | Um 1850                                                                                               | Baugeschichtlich und sozialgeschichtlich von Bedeutung, eingeschossig, im ursprünglichen Aussehen erhalten, ortsbildprägend | 08960385 |
| Direkt Bild zu diesem Denkmal hochladen | Wohnhaus | Löbauer Straße 3 (Karte)                                  | 1920er Jahre                                                                                          | Baugeschichtlich von Bedeutung, zweigeschossiges Wohnhaus mit steilem Walmdach und expressionistischem Dekor, vergleichsweise aufwendig gestaltet | 08960381 |
| Direkt Bild zu diesem Denkmal hochladen | Wohnhaus (Umgebinde) | Löbauer Straße 8 (Karte)                                  | Um 1850                                                                                               | Baugeschichtlich von Bedeutung, Obergeschoss Fachwerk verschiefert, straßenbildprägend | 08960373 |
| Direkt Bild zu diesem Denkmal hochladen | Wohnhaus (Umgebinde) | Löbauer Straße 9 (Karte)                                  | Um 1850                                                                                               | Straßenbildprägendes Doppelstubenhaus, Obergeschoss und Giebeldreieck Fachwerk, ornamental verschiefert, weitgehend im ursprünglichen Aussehen erhalten, Brunnen mit hölzerne Handschwengelpumpe, baugeschichtlich von Bedeutung | 08960374 |
| Direkt Bild zu diesem Denkmal hochladen | Wohnhaus | Löbauer Straße 14 (Karte)                                 | Um 1900                                                                                               | Baugeschichtlich von Bedeutung, straßenbildprägendes Gebäude mit Einflüssen des Schweizerstils, Obergeschoss Fachwerk verschalt | 08960375 |
| Direkt Bild zu diesem Denkmal hochladen | Zweiseithof mit Wohnstallhaus (Umgebinde) und Scheune                                                                     | Löbauer Straße 18 (Karte)                                 | Bezeichnet mit 1869                                                                                   | Baugeschichtlich von Bedeutung, Wohnstallhaus-Obergeschoss und Giebel Fachwerk, ornamental verschiefert, straßenbildprägende Hofanlage | 08960364 |
| Direkt Bild zu diesem Denkmal hochladen | Zweiseithof mit Wohnstallhaus (Umgebinde) und Scheune                                                                     | Löbauer Straße 19 (Karte)                                 | 1. Hälfte 19. Jahrhundert                                                                             | Baugeschichtlich von Bedeutung, Obergeschoss und Giebel Fachwerk verkleidet, straßenbildprägendes Umgebindehaus | 08960363 |
| Direkt Bild zu diesem Denkmal hochladen | Wohnhaus (Umgebinde) | Löbauer Straße 23 (Karte)                                 | 1. Hälfte 19. Jahrhundert                                                                             | Baugeschichtlich von Bedeutung, Obergeschoss und Giebel Fachwerk verschalt, straßenbildprägendes Umgebindehaus | 08960362 |
| Direkt Bild zu diesem Denkmal hochladen | Rittergut Lauba (Sachgesamtheit)                                                                                          | Löbauer Straße 24, 25 (Karte)                             | 19. Jahrhundert                                                                                       | Sachgesamtheit Rittergut Lauba: Herrenhaus, zwei aneinandergebaute Wirtschaftsgebäude und Mauer-Einfriedung als Einzeldenkmale (siehe Einzeldenkmale – Obj. 08960367, gleiche Anschrift) und Gutspark (Gartendenkmal) des Rittergutes; baugeschichtlich und ortsgeschichtlich von Bedeutung, Herrenhaus durch Putzpilaster gegliedert, eher Typ Bauernhaus, massive Wirtschaftsgebäude in straßenbildprägender Lage | 09303506 |
| Direkt Bild zu diesem Denkmal hochladen | Herrenhaus, zwei aneinandergebaute Wirtschaftsgebäude und Einfriedung des Rittergutes (Einzeldenkmale zu ID-Nr. 09303506) | Löbauer Straße 24, 25 (Karte)                             | 19. Jahrhundert (Herrenhaus); bezeichnet mit 1819 (Seitengebäude); bezeichnet mit 1860 (Stallgebäude) | Einzeldenkmale der Sachgesamtheit Rittergut Lauba; baugeschichtlich und ortsgeschichtlich von Bedeutung, Fassade des Herrenhauses durch Putzpilaster gegliedert, massive Wirtschaftsgebäude in straßenbildprägender Lage | 08960367 |
| Direkt Bild zu diesem Denkmal hochladen | Wohnstallhaus (Umgebinde) eines Bauernhofes                                                                               | Löbauer Straße 30 (Karte)                                 | 1. Hälfte 19. Jahrhundert                                                                             | Baugeschichtlich von Bedeutung, Obergeschoss und Giebel Fachwerk verschiefert, im ursprünglichen Aussehen erhalten | 08960353 |
| Direkt Bild zu diesem Denkmal hochladen | Dreiseithof mit Wohnhaus (Umgebinde) und zwei Seitengebäuden                                                              | Löbauer Straße 33 (Karte)                                 | Bezeichnet mit 1857                                                                                   | Baugeschichtlich von Bedeutung, Wohnhaus-Obergeschoss Fachwerk, eine Scheune Holzkonstruktion verbrettert, die andere ebenso mit massivem Erdgeschoss, in der Struktur erhaltenes Ensemble | 08960352 |
| Direkt Bild zu diesem Denkmal hochladen | Wohnhaus (Umgebinde) eines Bauernhofes                                                                                    | Löbauer Straße 34 (Karte)                                 | 1. Hälfte 19. Jahrhundert                                                                             | Baugeschichtlich von Bedeutung, Obergeschoss und Giebel Fachwerk, ornamental verschiefert, straßenbildprägendes Umgebindehaus | 08960351 |
| Direkt Bild zu diesem Denkmal hochladen | Wohnhaus eines Bauernhofes                                                                                                | Löbauer Straße 39 (Karte)                                 | 2. Hälfte 19. Jahrhundert                                                                             | Baugeschichtlich von Bedeutung, Obergeschoss und Giebel Fachwerk verbrettert, straßenbildprägendes Bauernhaus | 08960350 |
| Direkt Bild zu diesem Denkmal hochladen | Wohnhaus (Umgebinde) | Löbauer Straße 41 (Karte)                                 | 2. Hälfte 19. Jahrhundert                                                                             | Baugeschichtlich von Bedeutung, Obergeschoss Sichtfachwerk, straßenbildprägendes Umgebindehaus | 08960348 |
| Direkt Bild zu diesem Denkmal hochladen | Wohnhaus mit Wirtschaftsteil                                                                                              | Untere Dorfstraße 3 (Karte)                               | Laut Auskunft nach 1813                                                                               | Baugeschichtlich von Bedeutung, Obergeschoss Sichtfachwerk, landschaftstypisches Bauwerk | 08960372 |
| Direkt Bild zu diesem Denkmal hochladen | Wohnhaus (Umgebinde) | Untere Dorfstraße 8 (Karte)                               | 2. Hälfte 19. Jahrhundert                                                                             | Baugeschichtlich von Bedeutung, Obergeschoss und Giebel Fachwerk, zum Teil verbrettert, einfaches Beispiel der ländlichen Holzbauweise | 08960365 |
| Direkt Bild zu diesem Denkmal hochladen | Bauernhof mit Wohnstallhaus (Umgebinde), Scheune und Seitengebäude                                                        | Untere Dorfstraße 13 (Karte)                              | Bezeichnet mit 1841                                                                                   | Baugeschichtlich von Bedeutung, im ursprünglichen Aussehen erhaltene Wirtschaft | 08960376 |
| Direkt Bild zu diesem Denkmal hochladen | Wohnstallhaus (Umgebinde) mit Wirtschaftsbau über Hakengrundriss                                                          | Wiesenhäuser 9 (Karte)                                    | Um 1850                                                                                               | Baugeschichtlich von Bedeutung, Wohnstallhaus-Obergeschoss Fachwerk, ornamental verschiefert, überwiegend im originalen Aussehen erhaltenes Beispiel der ländlichen Holzbauweise | 08960345 |

## Streichungen von der Denkmalliste

### Streichungen von der Denkmalliste (Lawalde)
| Bild                                    | Bezeichnung                                     | Lage                          | Datierung                 | Beschreibung | ID       |
| --------------------------------------- | ----------------------------------------------- | ----------------------------- | ------------------------- | --- | -------- |
| Direkt Bild zu diesem Denkmal hochladen | Radkammer und Reste des Zulaufs der Mittelmühle | Am Dorfbach 1 (Karte)         | 2. Hälfte 19. Jahrhundert | Ortsgeschichtlich und technikgeschichtlich von Bedeutung; nach 2014 von der Denkmalliste gestrichen                                                                                       | 08960317 |
| Direkt Bild zu diesem Denkmal hochladen | Zwei Statuen im Garten eines Wohnhauses         | Schönbacher Straße 5 (Karte)  | 18. Jahrhundert           | Künstlerisch von Bedeutung, barocke Sandstein-Putti, Sommer und Winter verkörpernd, ehemals vier Putti, aus dem ehemaligen Schlosspark Lawalde; nach 2014 von der Denkmalliste gestrichen | 08960343 |
| Direkt Bild zu diesem Denkmal hochladen | Wohnstallhaus (Umgebinde) eines Bauernhofes     | Schönbacher Straße 18 (Karte) | Um 1850                   | Baugeschichtlich von Bedeutung, Obergeschoss und Giebel Fachwerk verbrettert, straßenbildprägendes Umgebindehaus. Zwischen 2019 und 2024 abgerissen.                                      | 08960339 |

### Streichungen von der Denkmalliste (Kleindehsa)
| Bild                                    | Bezeichnung                                 | Lage                   | Datierung           | Beschreibung | ID       |
| --------------------------------------- | ------------------------------------------- | ---------------------- | ------------------- | --- | -------- |
| Direkt Bild zu diesem Denkmal hochladen | Wohnhaus (Umgebinde)                        | Bergstraße 4 (Karte)   | 19. Jahrhundert     | Eingeschossig, baugeschichtlich von Bedeutung; nach 2014 von der Denkmalliste gestrichen                                                  | 08960417 |
| Direkt Bild zu diesem Denkmal hochladen | Wohnstallhaus (Umgebinde) eines Bauernhofes | Hauptstraße 11 (Karte) | Bezeichnet mit 1871 | Baugeschichtlich von Bedeutung, Obergeschoss Sichtfachwerk, straßenbildprägendes Umgebindehaus; nach 2014 von der Denkmalliste gestrichen | 08960416 |

### Streichungen von der Denkmalliste (Lauba)
| Bild                                    | Bezeichnung                                                    | Lage                                       | Datierung                 | Beschreibung | ID       |
| --------------------------------------- | -------------------------------------------------------------- | ------------------------------------------ | ------------------------- | --- | -------- |
| Direkt Bild zu diesem Denkmal hochladen | Bauernhof mit Wohnhaus (Umgebinde) und zwei Seitengebäuden     | Grüne Aue 10 (Karte)                       | 1. Hälfte 19. Jahrhundert | Baugeschichtlich von Bedeutung, Wohnhaus-Obergeschoss und Giebel Fachwerk verschiefert, hervorragend in Struktur und Aussehen erhalten; zwischen 2014 und 2016 abgerissen                          | 08960371 |
| Direkt Bild zu diesem Denkmal hochladen | Wohnstallhaus                                                  | Halbauer Straße 12 (Karte)                 | Nach 1818                 | Baugeschichtlich von Bedeutung, Obergeschoss Fachwerk verschalt, ortsbildprägend; nach 2014 von der Denkmalliste gestrichen                                                                        | 08960382 |
| Direkt Bild zu diesem Denkmal hochladen | Wohnstallhaus (Umgebinde) und eine Scheune eines Vierseithofes | Löbauer Straße 40 (Karte)                  | 2. Hälfte 19. Jahrhundert | Baugeschichtlich von Bedeutung, Obergeschoss und Giebel Fachwerk verschiefert, Scheune Holzkonstruktion verbrettert, straßenbildprägendes Umgebindehaus; nach 2014 von der Denkmalliste gestrichen | 08960349 |
| Direkt Bild zu diesem Denkmal hochladen | Born                                                           | Zum Alten Streitfeld 4 (gegenüber) (Karte) | Bezeichnet mit 1866       | Wirtschaftsgeschichtlich von Bedeutung, granitene Brunneneinfassung; nach 2014 von der Denkmalliste gestrichen                                                                                     | 08960393 |

## Tabellenlegende
- Bild: Bild des Kulturdenkmals, ggf. zusätzlich mit einem Link zu weiteren Fotos des Kulturdenkmals im Medienarchiv Wikimedia Commons. Wenn man auf das Kamerasymbol klickt, können Fotos zu Kulturdenkmalen aus dieser Liste hochgeladen werden:
- Bezeichnung: Denkmalgeschützte Objekte und ggf. Bauwerksname des Kulturdenkmals
- Lage: Straßenname und Hausnummer oder Flurstücknummer des Kulturdenkmals. Die Grundsortierung der Liste erfolgt nach dieser Adresse. Der Link (Karte) führt zu verschiedenen Kartendiensten mit der Position des Kulturdenkmals. Fehlt dieser Link, wurden die Koordinaten noch nicht eingetragen. Sind diese bekannt, können sie über ein Tool mit einer Kartenansicht einfach nachgetragen werden. In dieser Kartenansicht sind Kulturdenkmale ohne Koordinaten mit einem roten bzw. orangen Marker dargestellt und können durch Verschieben auf die richtige Position in der Karte mit Koordinaten versehen werden. Kulturdenkmale ohne Bild sind an einem blauen bzw. roten Marker erkennbar.
- Datierung: Baubeginn, Fertigstellung, Datum der Erstnennung oder grobe zeitliche Einordnung entsprechend des Eintrags in der sächsischen Denkmaldatenbank
- Beschreibung: Kurzcharakteristik des Kulturdenkmals entsprechend des Eintrags in der sächsischen Denkmaldatenbank, ggf. ergänzt durch die dort nur selten veröffentlichten Erfassungstexte oder zusätzliche Informationen
- ID: Vom Landesamt für Denkmalpflege Sachsen vergebene, das Kulturdenkmal eindeutig identifizierende Objekt-Nummer. Der Link führt zum PDF-Denkmaldokument des Landesamtes für Denkmalpflege Sachsen. Bei ehemaligen Kulturdenkmalen können die Objektnummern unbekannt sein und deshalb fehlen bzw. die Links von aus der Datenbank entfernten Objektnummern ins Leere führen. Ein ggf. vorhandenes Icon  führt zu den Angaben des Kulturdenkmals bei Wikidata.